# Потоцький Дмитро Миколайович
Дмитро Миколайович Потоцький (1880—1949) — носив звання генерал-майора, має статус героя Першої світової війни, учасник Білого руху.

## Біографія
Походив із дворянської родини, що жила в Полтавській губернії. Син професора Михайлівської артилерійської академії, генерал-лейтенанта Миколи Платоновича Потоцького та дружини Катерини Карлівни Шейдеман, доньки генерал-лейтенанта Карла Шейдемана .
У 1893 році вступив до Пажеського корпусу, закінчивши корпус у 1900 році здобув відзнакухорунжого у лейб-гвардії Козацькому полку. Одержав звання сотника 6 грудня 1904 року, а під'єсаула - 6 грудня 1908 року Закінчивши у 1909 році Миколаївську академію Генерального штабу продовжив службу у гвардії. Отримав звання осавула 26 серпня 1912 року, а полковника — 6 квітня 1914 року на вакансію.
Під час першої світової війни вступив у лави лейб-гвардії Козацького полку. 8 квітня 1915 року його призначили командиром 25-го Донського козачого полку. Удостоєний ордена Св. Георгія 4-го ступеня
|  | за те, що після вдалого для нас бою 4-го липня 1915 року в районі м. Крупі двома сотнями атакував ворожий великий обоз, що знаходиться в 18-ти верстах у Медемроді, випросивши, зважаючи на важливість завдання, дозвіл прийняти на себе особисто організацію наступу та командування сотнями; оволодівши штурмом укріпленою мизою Медемроде, порубав 1½ роти прикриття, знищив обоз та майно в тилу супротивника та звільнив 568 нижніх чинів при 3-х офіцерах наших полонених. |

Нагороджений Георгіївською зброєю
|  | За те, що, будучи командиром 25-го Донського козацького полку, 4 липня 1915 р., у бою біля села Савнори, він, особисто керуючи діями полку, під сильним рушничним вогнем і подаючи приклад лихості і відваги, атакував у кінному строю супротивника, що відходив і, продовжуючи переслідувати, з нальоту зайняв фільварки Мусабе і Шаркалі, залучаючи такою стрімкістю дій та успіху вогонь супротивника, чим полегшив завдання 18-го стрілецького полку, який, не несучи втрат, зайняв панський двір Рудовсе та село Подабре. |

13 листопада 1915 року був призначений командувачем 2-ї бригадою 4-ї Донської козацької дивізії, а 10 червня 1917 року отримав звання генерал-майора на підставі Георгіївського статуту. 5 жовтня 1917 року його призначили командиром бригади 7-ї Донської козацької дивізії. Початок 1917 року охарактеризувався приїздом Потоцького на Дон де його призначили командувачем Ростовського округу. У грудні 1917 року під час радянського заколоту в Ростові після чотириденного опору в Ростовському вокзалі здався Військово-революційному комітету і був засланий до крейсера «Колхіда» у розпорядження червоного матроського загону, який прибув із Севастополя. Невдовзі був обміняний на полонених матросів та звільнений з полону. У 1918 році очолив козачий партизанський загін, що був розбитий загоном Донського Військово-Революційного комітету Подтелкова. Його узяли у полон і доставили до Петрограда, саме там ув'язненили у Трубецькому бастіоні Петропавлівської фортеці. Виїхав із Києва до Берліна разом із німецькими окупаційними військами наприкінці 1918. Був призначений уповноваженим Товариства Червоного Хреста у Німеччині. У цій ролі 1919 року допомагав загону князя Лівена налагодивши систему поповнення особового складу. Пізніше цей загін, якому він допомагав влився до складу Північно-Західної армії генерала Юденича. У 1920 році за рекомендацією генерала Шатилова, тоді начальника штабу Російської армії, він був призначений військовим агентом і представником Головнокомандувача Російської армії в Королівстві СГС на місце ген. Артамонова.
Організував приватне товариство, що мало назву «Техдопомога», яке допомагало переїхати до Франції охочим російським емігрантам, що мали укласти певні контракти з французькими фірмами. У 1930-х роках переїхав до Франції, був секретарем Офіцерського Товариства лейб-козаків (1931). Пізніше жив у Алжирі, а після Другої світової війни переїхав до США. Помер 1949 року в Нью-Йорку.

## Нагороди
- Орден Святого Станіслава 3 ст. з мечами та бантом (ВП 6.12.1910)
- Орден Святого Володимира 4 ст. з мечами та бантом (ВП 7.03.1915)
- Орден Святого Володимира 3 ст. з мечами (ВП 26.10.1915)
- Орден Святого Станіслава 2 ст. з мечами (ВП 27.03.1916)
- Орден Святого Георгія 4 ст. (ВП 25.05.1916)
- Георгіївська зброя (ПАФ 29.05.1917)
- старшість у чині полковника з 6 квітня 1913 року (ВП 1.12.1916)